# Касугаи
Касуга́и (яп. 春日井市 Касугаи-си) — особый город Японии, расположенный в северной части префектуры Айти на берегу реки Сёнай. Основан 1 июня 1943 года путём объединения посёлка Катигава и сёл Ториимацу, Синоги и Такаки уезда Хигасикасугаи. Сейчас город — центр обрабатывающей, электротехнической и лесной промышленностей. Играет роль одного из спальных районов Нагои.
Площадь города составляет 92,71 км², население — 308 217 человек (1 июня 2014), плотность населения — 3324,53 чел./км².

## Флаг
На флаге города художественно отображен смысл его названия. В дословном переводе «Касугаи» означает «колодец весеннего света (солнца)». Поэтому на флаге изображена сакура, как символ весны. А в цветке нарисован колодец с отраженным в нём солнцем (красный прямоугольник с белым кругом внутри).

## Образование
В Касугаи расположены университет Тюбу (яп. 中部大学) и фермы аграрного факультета университета Мэйдзё (яп. 名城大学農学部附属農場).

## Достопримечательности
Одним из живописных уголков города является парк Отиаи (яп. 落合公園). В период цветения сакуры парк становится оживлённым центром для встреч и отдыха.

## Города-побратимы
- Келоуна, Британская Колумбия, Канада